# Winamp
Winamp est un lecteur multimédia gratuit pour Windows, Mac et Android. Créé par l'Américain Justin Frankel, le Russe Dmitry Boldyrev et l'Italien Gianluca Rubinacci, de la société NullSoft rachetée par AOL, Winamp est un des plus anciens lecteurs multimédia.
Il est capable de lire quasiment tous les formats audio et vidéo, dont le format propriétaire Nullsoft Streaming Video (NSV). Il ne peut pas lire nativement les formats QuickTime, RealAudio ou RealVideo.
Les dernières versions du logiciel (5.x) offrent un accès aux radios et aux chaînes gratuites numériques d'Internet.
Une mise à jour paraît en 2022.

## Histoire
Le 20 novembre 2013, AOL annonce que le site winamp.com fermera le 20 décembre 2013 et que le logiciel ne sera plus disponible en téléchargement.
Le 21 novembre 2013, d'après TechCrunch, Microsoft est en pourparler avec AOL pour racheter Winamp et Shoutcast.
Le 1er janvier 2014, TechCrunch annonce que l'agrégateur bruxellois de radios internet Radionomy reprend Winamp.
En décembre 2015, Vivendi prend le contrôle de 64,4 % du groupe Radionomy et donc de Winamp.

## Fonctionnalités étendues
Winamp supporte un grand nombre de formats multimédias, tel que le format speex, par le biais de plugins. Certains formats propriétaires tels que QuickTime ou Real Media lui restent toutefois interdits en natif (mais des plug-ins adaptés le rendent compatible). Winamp est également doté d'une architecture modulaire qui permet à des programmeurs externes d'étendre les fonctions du logiciel dans des domaines variés.
Depuis début 2006, Todaé a développé un module d'extension nommé Image'in Winamp permettant à Winamp d'afficher des images. Deux modes sont possibles, le mode diaporama avec une lecture en continu des photos contenues dans la liste du gestionnaire, ou une lecture en mode 3D permettant de voir plusieurs images à la fois (joue sur la profondeur).

## Personnalisation
Winamp dispose d'une interface graphique entièrement personnalisable, utilisant des Skins. L'interface de Winamp 3 se voulait révolutionnaire, basée sur le langage XML et sur le framework Wasabi conçu pour l'occasion mais abandonné depuis. Devant cet échec, les développeurs ont repris le noyau de la version 2 mais ont conservé les skins de la version 3. D'où l'appellation 5 (2 + 3). La version 4 n'a donc jamais existé.
Le logiciel, auparavant uniquement en anglais est disponible en français en le téléchargeant directement depuis le site de Winamp ou tout autre site proposant une version récente de ce logiciel. Todaé propose d'ailleurs de nombreux avantages, comme l'ajout des radios nationales en streaming (France Info, FIP, Le Mouv', BFM, RMC, MFM…), de nombreux plugins permettant diverses modifications d'ergonomie, comme la reprise d'une piste en cours après redémarrage du logiciel.

## Identité visuelle (logo)

Premier logo, utilisé jusqu'en 2014
Logo de 2014 à 2017
Logo de 2017 à 2021.
Nouveau logo depuis 2021.

## Historique des versions

### Versions initiales
Winamp est sorti pour la première fois en 1997, lorsque Justin Frankel et Dmitry Boldyrev, anciens étudiants à l'University of Utah, a intégré son interface utilisateur Windows avec le moteur de lecture de fichiers MP3 de Advanced Multimedia Products ("AMP"). Le nom Winamp (à l'origine orthographié WinAMP) était issu de "Windows" et "AMP". Le minimaliste WinAMP 0.20a est sorti en tant que logiciel gratuit le 21 avril 1997.
Son interface sans fenêtre et uniquement dans la barre de menus n'affichait que les fonctions de lecture (ouverture), d'arrêt, de pause et de reprise. Un fichier spécifié sur la ligne de commande ou déposé sur son icône serait lu. Le décodage MP3 était effectué par le moteur de décodage AMP développé par le cofondateur d'Advanced Multimedia Products Tomislav Uzelac, qui était gratuit pour une utilisation non commerciale. Il était compatible avec Windows 95 et Windows NT 4.0. Winamp était le deuxième lecteur MP3 temps réel pour Windows, le premier étant WinPlay3.
WinAMP 0.92 est sorti en tant que logiciel gratuit en mai 1997. Dans le cadre et la barre de menus Windows standard, il avait les débuts de l'interface graphique Winamp "classique" : rectangle gris foncé avec des boutons de transport à effet 3D argentés, un curseur de volume rouge/vert, heure affichée dans une police LED verte, avec le nom de la piste, le débit binaire MP3 et le "mixrate" en vert. Les titres trop longs apparaissent comme du texte défilant lentement. Il n'y avait pas de barre de position et un espace vide où l'analyseur de spectre et l'analyseur de forme d'onde apparaîtraient plus tard. Plusieurs fichiers sur la ligne de commande ou déposés sur son icône ont été mis en file d'attente dans la liste de lecture.

### Winamp 1
La version 1.006 est sortie le 7 juin 1997, renommée "Winamp", c'est-à-dire avec "amp" maintenant en minuscules. Il montrait un analyseur de spectre et un curseur de volume à changement de couleur, mais aucun affichage de forme d'onde. La licence non commerciale AMP était incluse dans son menu d'aide.
Selon Tomislav Uzelac, Frankel a autorisé le moteur AMP 0.7 le 1er juin 1997. Frankel a officiellement fondé Nullsoft Inc. en janvier 1998 et a poursuivi le développement de Winamp, qui est passé de logiciel gratuit à 10 $ shareware. Malgré le fait qu'il n'y aurait pas de fonctionnalités supplémentaires en payant 10 $, la popularité et l'accueil chaleureux de Winamp ont rapporté à Nullsoft 100 000 $ par mois cette année-là à partir de chèques papier de 10 $ envoyés par la poste par des utilisateurs payants.
En mars, Brian Litman, cofondateur avec Uzelac d'Advanced Multimedia Products, qui avait alors été fusionné avec PlayMedia Systems, a envoyé une lettre de cessation et d'abstention à Nullsoft, alléguant l'utilisation illégale d'AMP. Nullsoft a répondu qu'ils avaient remplacé AMP par Nitrane, le décodeur propriétaire de Nullsoft, mais Playmedia l'a contesté. Des tests effectués par des tiers ont montré que Nitrane présentait des bugs qui entraînaient une lecture incorrecte des MP3 et que cela se traduisait par l'ajout de sonorités instables à la lecture, et sans aucun doute donc violé la norme ISO. Cela signifie également que Nitrane était peu susceptible d'avoir été basé sur le logiciel AMP, et était plus probablement la preuve d'un décodeur MP3 écrit à la hâte qui ne se souciait pas de la conformité aux normes.
La version 1.90, publiée le 31 mars 1998, était la première version en tant que lecteur audio à usage général et documentée sur le site Web de Winamp en tant que plugins de support, dont elle comprenait deux plugins d'entrée ("MOD" et "MP3" ) et un plugin de visualisation.
Le programme d'installation de la version 1.91, publiée 18 jours plus tard, incluait les plugins wave, cdda et Windows tray handling, ainsi que le célèbre DEMO.MP3 inspiré de Wesley Willis ("Winamp, it really whips the lama's ass").
En juillet 1998, les différentes versions de Winamp avaient été téléchargées plus de trois millions de fois.

### Winamp 2
Winamp 2.0 est sorti le 8 septembre 1998. La nouvelle version a amélioré la convivialité de la liste de lecture, rendu l'égaliseur plus précis et introduit plus de plug-ins. Les fenêtres modulaires pour la liste de lecture et l'égaliseur correspondaient désormais au thème du lecteur et pouvaient être déplacées et séparées ou « ancrées » les unes aux autres n'importe où dans n'importe quel ordre.
Les versions 2.x ont été largement utilisées et ont fait de Winamp l'un des logiciels les plus téléchargés pour Windows. Fin 1998 , il y avait déjà plus de 60 plugins et des centaines de skins créés pour le logiciel.
PlayMedia a déposé une plainte fédérale contre Nullsoft en mars 1999. En mai 1999, PlayMedia a obtenu une injonction du juge fédéral A. Howard Matz contre la distribution de Nitrane par Nullsoft, et le même mois, le procès a été réglé à l'amiable avec des accords de licence et de confidentialité. Peu de temps après, Nullsoft est passé à une ISO de la Fraunhofer-Gesellschaft, les développeurs du format MP3.
Winamp 2.10, sorti le 24 mars 1999, comprenait une nouvelle version du "Llama"  demo.mp3  avec une comédie musicale sting et bleating.
Nullsoft a été acheté par AOL en juin 1999 pour 80 millions de dollars en stock, Nullsoft devenant une filiale. AOL elle-même a fusionné avec Time Warner en 2000.
Nullsoft a relancé le winamp.com spécifique à Winamp en décembre 1999 pour fournir un accès plus facile aux skins, plug-ins, streaming audio, téléchargements de chansons, forums et ressources pour développeurs.
Au 22 juin 2000, Winamp dépassait les 25 millions d'inscrits.

### Winamp3
La prochaine version majeure de Winamp, Winamp3 (ainsi orthographié pour inclure  mp3  dans le nom et pour marquer sa séparation de la base de code Winamp 2), est sortie le 9 août 2002. Il s'agissait d'une réécriture complète de la version 2, nouvellement basé sur le cadre d'application Wasabi, qui offrait des fonctionnalités et une flexibilité supplémentaires. Winamp3 a été développé parallèlement à Winamp 2, mais "de nombreux utilisateurs ont trouvé qu'il consommait trop de ressources système et était instable (ou manquait même de certaines fonctionnalités utiles, telles que la possibilité de compter ou de trouver la durée totale de tracks dans une playlist)". Winamp3 n'avait pas de rétrocompatibilité avec les plugins Winamp 2, et le SHOUTcast  Le plugin d'approvisionnement n'était pas pris en charge. Aucune version Winamp3 de SHOUTcast n'a jamais été publiée.
En réponse aux utilisateurs revenant à Winamp 2, Nullsoft a poursuivi le développement de Winamp 2 vers les versions 2.9 et 2.91 en 2003, y faisant même allusion avec humour. Les versions bêtas 2.92 et 2.95 ont été publiées avec l'inclusion de certaines fonctionnalités du prochain Winamp 5. Au cours de cette période, le logiciel Wasabi multiplateforme et la boîte à outils skinnable GUI ont été dérivés de parties du code source de Winamp3. Pour Linux, Nullsoft a publié une version alpha de Winamp3 le 9 octobre 2001, mais ne l'a pas mise à jour malgré l'intérêt continu des utilisateurs.
Pendant ce temps, Winamp a dû faire face à une concurrence féroce de la part de iTunes de Apple

### Winamp 5
Winamp 5 était basé sur la base de code Winamp 2, mais avec des fonctionnalités Winamp3 telles que des skins modernes incorporés via un plugin, incorporant ainsi les principaux avantages des deux produits. Concernant l'omission d'une version 4, Nullsoft a plaisanté en disant que "personne ne veut voir un skin Winamp 4" ("4 skin / foreskin" étant un jeu de mots avec prépuce). Une plaisanterie disait "Winamp 5 est si bon qu'ils ont sauté un numéro" et "Winamp 2 + 3 = 5". Winamp 5.0 est sorti en décembre 2003. Un "Moderne" sur le thème bleu skin est devenu l'interface par défaut. La médiathèque a été améliorée, la gravure et l'extraction de CD ont été introduites et d'autres ajouts.
L'équipe originale de Nullsoft est partie en 2004. Depuis la version 5.1, le développement de Winamp est attribué à Ben Allison (Benski) et Maksim Tyrtyshny.
À partir de la version 5.2, la prise en charge de la synchronisation avec un iPod est intégrée.

#### Winamp 5.5
Winamp 5.5 : L'édition 10e anniversaire est sortie le 10 octobre 2007, dix ans après la première version de Winamp (une version de prévisualisation avait été publiée en septembre 10, 2007). Les nouvelles fonctionnalités du lecteur comprenaient la prise en charge des pochettes d'album, une meilleure prise en charge de la localisation (avec plusieurs versions officiellement localisées de Winamp, notamment l'allemand, le polonais, le russe et le français) et un nouveau skin d'interface par défaut appelé "Bento" qui, contrairement aux skins précédents, est un lecteur et bibliothèque multimédia dans une seule fenêtre par opposition à une interface multi-fenêtres. Cette version a abandonné la prise en charge de Windows 9x.

#### Winamp 5.6

Winamp 5.621, lors de l'écoute du flux SHOUTcast

Winamp 5.6 est sorti en novembre 2010 et caractéristiques Android Prise en charge Wi-Fi et prise en charge directe de la molette de la souris. Le codec Fraunhofer AAC avec prise en charge de l'encodage VBR a été implémenté. De plus, l'option d'écrire des notes sur les balises (pour MP3, WMA/WMV, Ogg et FLAC) a été ajoutée. Des traductions du programme d'installation hongrois et indonésien et des modules linguistiques ont été ajoutés.
Avec la sortie de la version 5.66 de Winamp le 20 novembre 2013, AOL a annoncé que Winamp.com fermerait le 20 décembre 2013 et que Winamp cesserait d'être proposé au téléchargement après cette date.
Cinq jours plus tard, la version 5.666 a été publiée avec les installateurs "Pro" et "Full" étant un seul et même, dans le processus supprimant OpenCandy, Emusic, AOL Search et AOL Toolbar du bundle d'installation. Cela a été annoncé comme étant la dernière version de Winamp d'AOL/Nullsoft.

#### Winamp 5.7
Il existait un programme bêta Winamp 5.7 pour une fonctionnalité Winamp Cloud basée sur des invitations, qui permettait à Winamp de lire l'intégralité de la bibliothèque musicale stockée dans le cloud d'un utilisateur sur tous les appareils pris en charge. Cette fonctionnalité aurait permis à AOL de fournir un service de streaming musical qui serait essentiellement en concurrence avec d'autres sites de streaming. Le programme bêta a été annulé des mois avant l'annonce de l'arrêt du projet Winamp.

### Acquisition par Radionomy
Le 20 novembre 2013, AOL a annoncé que le 20 décembre 2013, qu'il fermerait Winamp.com et que le logiciel ne serait plus disponible au téléchargement, ni pris en charge par la société après cette date. Le lendemain, un rapport non officiel a révélé que Microsoft était en pourparlers avec AOL pour acquérir Nullsoft,. Malgré l'annonce d'AOL, le site Winamp n'a pas été fermé comme prévu, et le 14 janvier 2014, il a été officiellement annoncé que le Belge l'agrégateur de radio en ligne Radionomy avait racheté les Nullsoft, qui comprend Winamp et SHOUTcast. Aucun détail financier n'a été annoncé publiquement,. Cependant, TechCrunch a rapporté que la vente de Winamp et Shoutcast valent entre 5 et 10 $ million, AOL prenant une participation de 12 % (un investissement financier et non stratégique) dans Radionomy.
Radionomy a relancé le site Winamp et il est à nouveau disponible en téléchargement. Malgré le site Web affirmant que Winamp reviendra bientôt, aucune nouvelle version stable n'a été développée depuis la version 5.666 de novembre 2013. En décembre 2015, Vivendi a acheté une participation majoritaire dans Radionomy. La première version officielle de Winamp depuis l'acquisition de Radionomy est la version 5.8.

#### Winamp 5.8
Il a été signalé que la version bêta de Winamp 5.8 a été divulguée sur le Web malgré le fait que la date de sortie de la version était le 26 octobre 2016. La version divulguée est la première version bêta de Winamp publiée sous l'égide de Radionomy. Il existe de nombreuses améliorations et modifications de la version divulguée, y compris une compatibilité totale avec Windows 10, 11 et Windows 8.1. Cette version a également remplacé les fonctions verrouillées à l'origine derrière Winamp Pro par des solutions gratuites.
À la suite de la fuite, Radionomy a décidé de publier officiellement une version révisée de Winamp 5.8 le 18 octobre 2018. La nouvelle mise à jour de Winamp 5.8 a un numéro de build de 3660, par rapport au numéro de build de la version d'octobre 2016 de 3563,.

##### Winamp 5.9
Le 26 juillet 2022, Winamp met à disposition la version release candidate (non stable) de Winamp 5.9. Cette nouvelle version n'apporte pas beaucoup de nouveautés pour l'utilisateur mais est en fait une révolution à l'intérieur, le code source ayant été migré de Visual Studio 2009 à Visual Studio 2019. Ce code rafraîchi n'a pas été une sinécure et a nécessité deux équipes de développement, il doit permettre de grandement faciliter les développements futurs.

### Winamp 6
Le 15 octobre 2018, le PDG de Radionomy, Alexandre Saboundjian, a annoncé qu'une nouvelle version de Winamp — Winamp 6 — serait publiée en 2019. En août 2022, aucune information supplémentaire n'a été apportée sur cette nouvelle version de Winamp, notamment à propos des services qu'elle prendrait en charge ou la manière dont elle s'intégrerait aux nouvelles plates-formes musicales telles qu'Apple Music et Spotify.